# پلاسجی‌ها

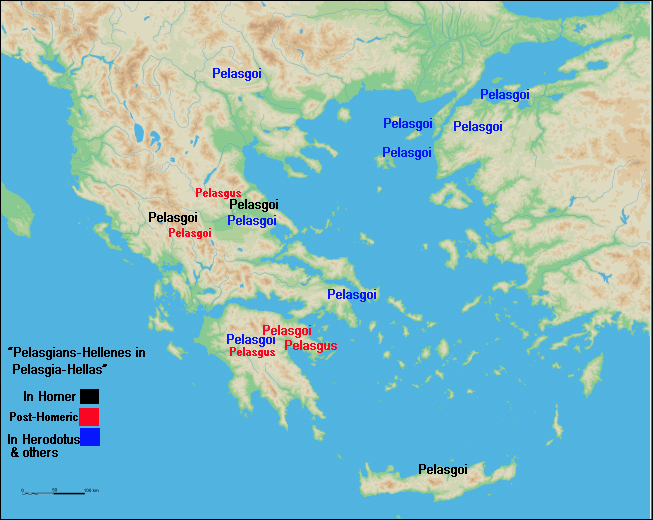
نقشه محل سکونت پلاسجی‌ها.

پــِلاسْجی‌ها (یونانی: Πελασγοί) نامی بود که یونانیان باستان سنتاً برای اشاره به قوم یا اقوام بومی سرزمین یونان و منطقه دریای اژه استفاده می‌کردند، که پیش از ورود یونانی‌های هندواروپایی به منطقه یونان در این منطقه سکونت داشتند.
برخی از نویسندگان یونانی اما، از واژه پلاسجی برای اشاره به خود یونانی‌ها هم استفاده کرده‌اند.
از زبان پلاسجی‌ها آگاهی کمی در دست است و پژوهشگران در مورد هندواروپایی بودن یا نبودن پلاسجی‌ها به نتیجه روشنی نرسیده‌اند. یونانی‌ها که بعد از پلاسجی‌ها به حوزه دریای اژه آمدند از تبار هندواروپایی هستند.